# Nomada tepoztlan
Nomada tepoztlan är en biart som beskrevs av Moalif 1988. Nomada tepoztlan ingår i släktet gökbin, och familjen långtungebin. Inga underarter finns listade i Catalogue of Life.